# ПГП РТС
Продукција грамофонских плоча Радио-телевизије Србије (ПГП РТС) је најстарија српска дискографска кућа. Основан је 1951. године. Под називом ПГП РТБ послује од 1959. све до 1993. године, када услед распада СФРЈ мења име у ПГП РТС (Продукција грамофонских плоча Радио-телевизије Србије).
Седиште ПГП-а се налази у Београду, у улици Кнеза Вишеслава, а и данас служи као главна издавачка кућа у Србији. У јавном је власништву и представља део Јавног сервиса Радио-телевизије Србије.

## Историја ПГП-а
Радио Београд је 1951. године на Дорћолу сместио две пресе за израду грамофонских плоча, како би вредна тонска архива била сачувана на винилним плочама. Тако се Радио Београд сматра оснивачем ПГП-а. 
 Наредне, 1952. године израђено је петнаест плоча на којима се налазила етикета са натписом "ЈУГОСЛОВЕНСКЕ ГРАМОФОНСКЕ ПЛОЧЕ-БЕОГРАД-ХИЛАНДАРСКА 2", док је у основи круга писало "ЈУГОДИСК".Године 1959, са појавом Телевизије Београд, Радио Београд повећава производњу плоча, тако да је издато 6 плоча намењених тржишту са укупним тиражем од 15000 примерака. Октобра 1959. тада најпопуларнији певач Ђорђе Марјановић добија прву самосталну плочу "Звиждук у осам", која је уједно прва плоча са новим именом ПГП РТБ.
Седамдесетих година ПГП уводи производњу аудио касета, а осамдесетих започиње видео продукција.1985. изграђена је данашња фабрика на Кошутњаку, у то време најсавременија на Балкану. 
Од 1993. све до данас ПГП ради под данашњим именом- ПГП РТС. 
1997. производи први ЦД и тиме отвара поглавље дигиталне технологије. 
2003.реализује свој први DVD. 
За 60 година постојања, ПГП је створио фонотеку од преко 10.500 наслова (издања), преко 120.000 нумера и око 6.000 сати програма.
ПГП као дискограф је везан за националну телевизију Радио-телевизију Србије (ТВ Београд), па је имао обавезу да објављује такође и некомерцијална издања, али веома значајна за културу и музику попут Мокрањца, Христића, Животописа Патријарха Павла, која се продају годинама.

## Продавница ПГП-а
ПГП је поседовао бројне музичке продавнице, од којих је најзначајнија била МУЗИЧКА КУЋА ПГП РТБ у Београду, у Македонској улици. Ова продавница је једина наставила да ради, док су остале током 90-их и 2000-их затворене. 2014. године најпознатија музичка радња је продата компанији МЕТРОПОЛИС РЕКОРДС, која је потом на истом месту отворила нову музичку продавницу. Паралелно са нестанком ове продавнице, угашен је и Студио 5 у коме су највеће звезде ПГП-а снимиле многобројне хитове забавне и рокенрол музике . Исте године ПГП отвара нову продавницу у Југ Богдановој 2, на Зеленом венцу.

## РТС Клуб
У седмици када је обележен 61. рођендан Телевизије Београд, у згради Радио Београда, у Хиландарској 2, отворен је РТС Клуб. Клуб се састоји из два простора. Један чини конференцијски, излагачки и промотивни центар, а други је обједињени клупско-продајни, у коме се продају музичка издања ПГП РТС-а на ЦД, ДВД и винилским плочама, књиге које је објавило РТС Издаваштво, али и мајице, шоље и бројни други брендирани производи РТС-а. Паралелно са отварањем РТС Клуба започела је обрада и дигитализација архиве ПГП-а, како би фонотека од преко 150.000 наслова била сачувана за нове генерације.

## Извођачи
Певачи и групе ПГП РТБ-а односно ПГП РТС-а:
- Миленко Јовановић Пабирак
- Алиса
- Ана Бекута
- Александра Радовић
- Александар Сариевски
- Силвана Арменулић
- Мирослав Илић
- Атомско склониште
- Бајага и инструктори
- Ђорђе Балашевић
- Банана
- Бастион
- Беби Дол
- Бел Темпо
- Београд
- Безобразно зелено
- Боба Стефановић
- Бора Дугић
- Лепа Брена
- Булевар
- Булдождер
- ВИС Црни бисери
- Вампири
- Ван Гог
- Весна Змијанац
- Викторија
- Влада и Бајка
- Даг
- Дејан Цукић
- Драган Којић Кеба
- Чиста проза
- Здравко Чолић
- Зоран Јовановић
- Дисциплина кичме
- Доктор Спира и Људска бића
- Драгана Мирковић
- Драган Мијалковски
- Драган Стојнић
- Други начин
- Џентлмени
- Екатарина Велика
- Елипсе
- Емина Јаховић
- Галија
- Гарави сокак
- Генерација 5
- Горди
- Гоца Тржан
- Грива
- Група I
- Игра стаклених перли
- Индекси
- Џакарта
- Југословени
- Јадранка Јовановић
- Јелена Карлеуша
- Каризма
- Кербер
- Тереза Кесовија
- Корни група
- Корнелије Ковач
- Ла Страда
- Лабораторија звука
- Лаки пингвини
- Лаза Ристовски
- Lexington Band
- Леб и сол
- Mama Rock
- Мики Јевремовић
- Мира Шкорић
- Никола Чутурило
- Оливер Мандић
- Слађана Милошевић
- Тони Монтано
- Октобар 1864
- Осми путник
- Освајачи
- Парни ваљак
- Партибрејкерс
- Пилоти
- Помаранча
- Поп машина
- Породична мануфактура црног хлеба
- Последња игра лептира
- Пропаганда
- Душан Прелевић Преле
- Радомир Михајловић Точак
- Рамбо Амадеус
- Рани мраз
- Рибља чорба
- Сања Илић & Балканика
- Силуете
- Славко Бањац
- Сломљена стакла
- Смак
- Снежана Савић
- Сунцокрет
- С времена на време
- Миладин Шобић
- Тако
- Тајм
- Тунел
- Предраг Гојковић Цуне
- Неда Украден
- У шкрипцу
- Цеца
- Ратници
- YU група
- Зана
- Здраво
- Зорица Брунцлик
- Зона Б
- Шабан Бајрамовић
- Шеки Турковић